# Johann Michael Prunner

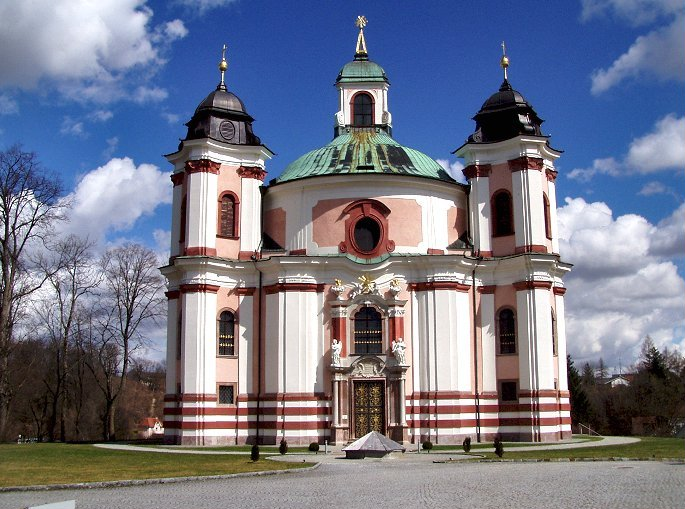
Die Dreifaltigkeitskirche in Stadl-Paura gilt als eines der Hauptwerke von Johann Michael Prunner

Johann Michael Prunner (* 4. September 1669 in Linz; † 26. April 1739 ebenda) war ein österreichischer Architekt des Barockzeitalters.
Seine Ausbildung erhielt er in Italien. Beeinflusst wurde sein Werk durch Johann Lucas von Hildebrandt, Matthias Steinl und Jakob Prandtauer. Sein Schaffensschwerpunkt lag in Oberösterreich, wo er mehrere Kirchen, Kapellen und Schlösser schuf oder renovierte.
Johann Michael Prunner durfte sich noch zu Lebzeiten in der Stadtpfarrkirche Mariä Himmelfahrt in Linz eine Gruftkapelle einrichten. Prunner entwarf dazu im Jahr 1736 die Johannes-Nepomuk-Kapelle. Wo sich seine sterblichen Überreste befinden, ist allerdings nicht bekannt.

## Werke
- Wallfahrtskirche Stadl-Paura (1714–24)
- Galerie der Bibliothek im Stift Schlierbach (1712)
- Kalvarienbergkirche (Schenkenfelden) (1712)
- Spitalskirche hl. Elisabeth in Wels (1712–14)[1]
- Fassade der Karmeliterinnenkirche Linz (1713/14)
- Stiftskirche Spital am Pyhrn (1714–36)
- Kalvarienbergkirche Wels (1715–16)[1]
- Bergschlössl in Linz (1717–18)
- Deutschordenskirche (heutige Priesterseminarkirche) in Linz (1718–25), (Pläne von Hildebrandt)
- Palais Tilly (heutige Bezirkshauptmannschaft Wels-Land) in Wels (1720)[1]
- Bürgerstift St. Michael in Regensburg (ehemals Gelbes Haus, um 1720)
- Palais Lamberg in Passau (1724)
- Turmhelmerneuerung der Pfarrkirche Eferding (1727)
- Pfarrkirche Ebensee (1727–1729)
- Schloss Lamberg in Steyr (1727–31)
- Schloss Pürkelgut (1728) in Regensburg
- Umbau der Pfarrkirche Wolfsegg am Hausruck (1729)
- Gartenpavillon im Park des Palais Tilly (1730)
- Renovierung von Schloss Klaus (um 1730)
- Palais Löschenkohl (1733) am Regensburger Neupfarrplatz (D)
- Gartenpalais Löschenkohl (1730–35) am Regensburger Minoritenweg
- Umbau der gotischen Pfarrkirche Pichl bei Wels (1734–1736)
- Barockisierung des Kirchturms der Stadtpfarrkirche in Freistadt (1735/36)
- Johannes-Nepomuk-Kapelle in der Stadtpfarrkirche Mariä Himmelfahrt in Linz (1736)
- Kalvarienbergkirche am Kalvarienberg (Kremsmünster) (1736–1737)
- Umbau des Rathauses in Wels (1736–1739)[1]
- mit Joseph Matthias Götz: Hochaltar der Wallfahrtskirche Maria Taferl
- vermutet: Maria-Schnee-Kapelle in Regensburg

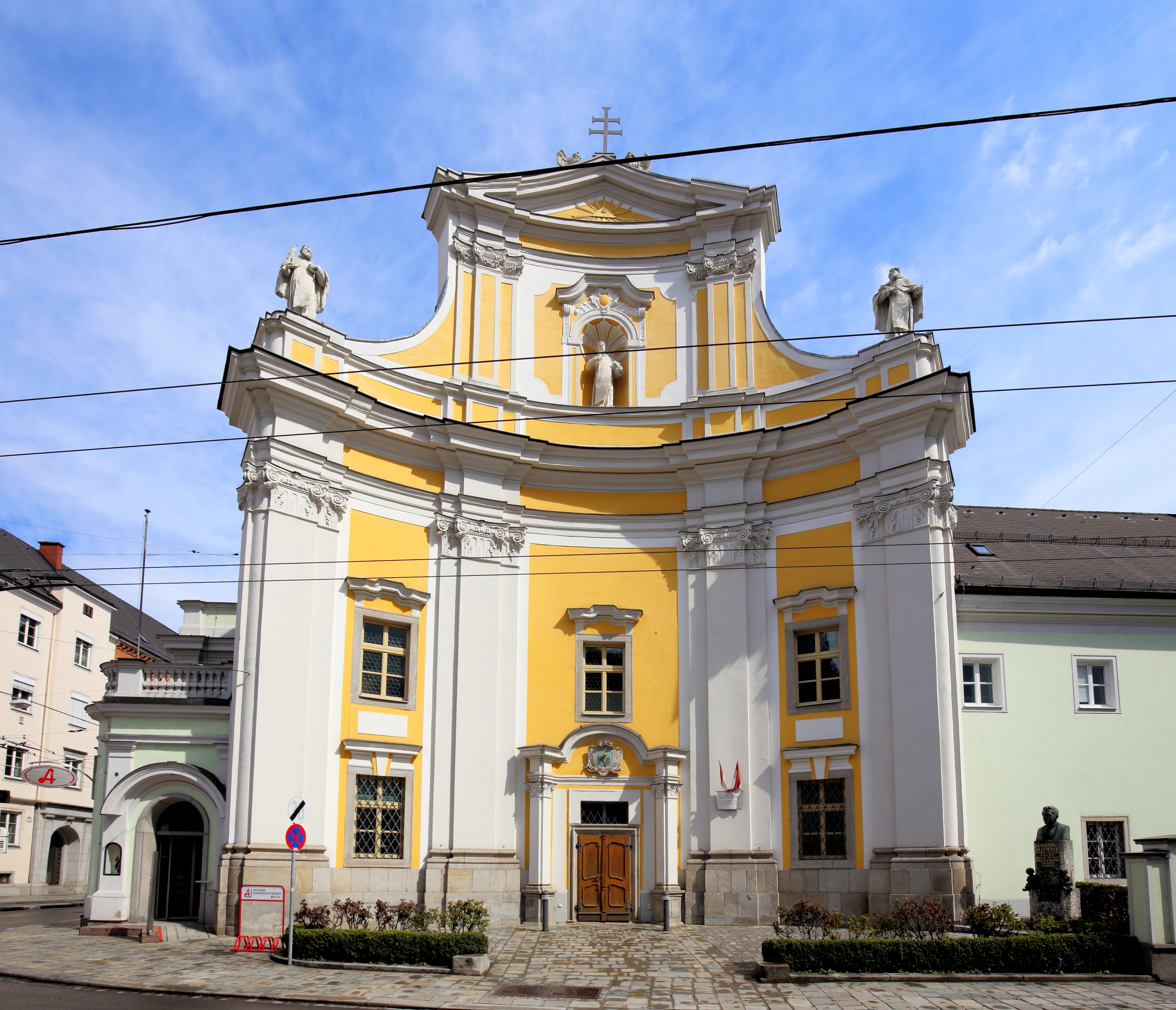
Ehemalige Karmeliterinnenkirche in Linz (1713/14)
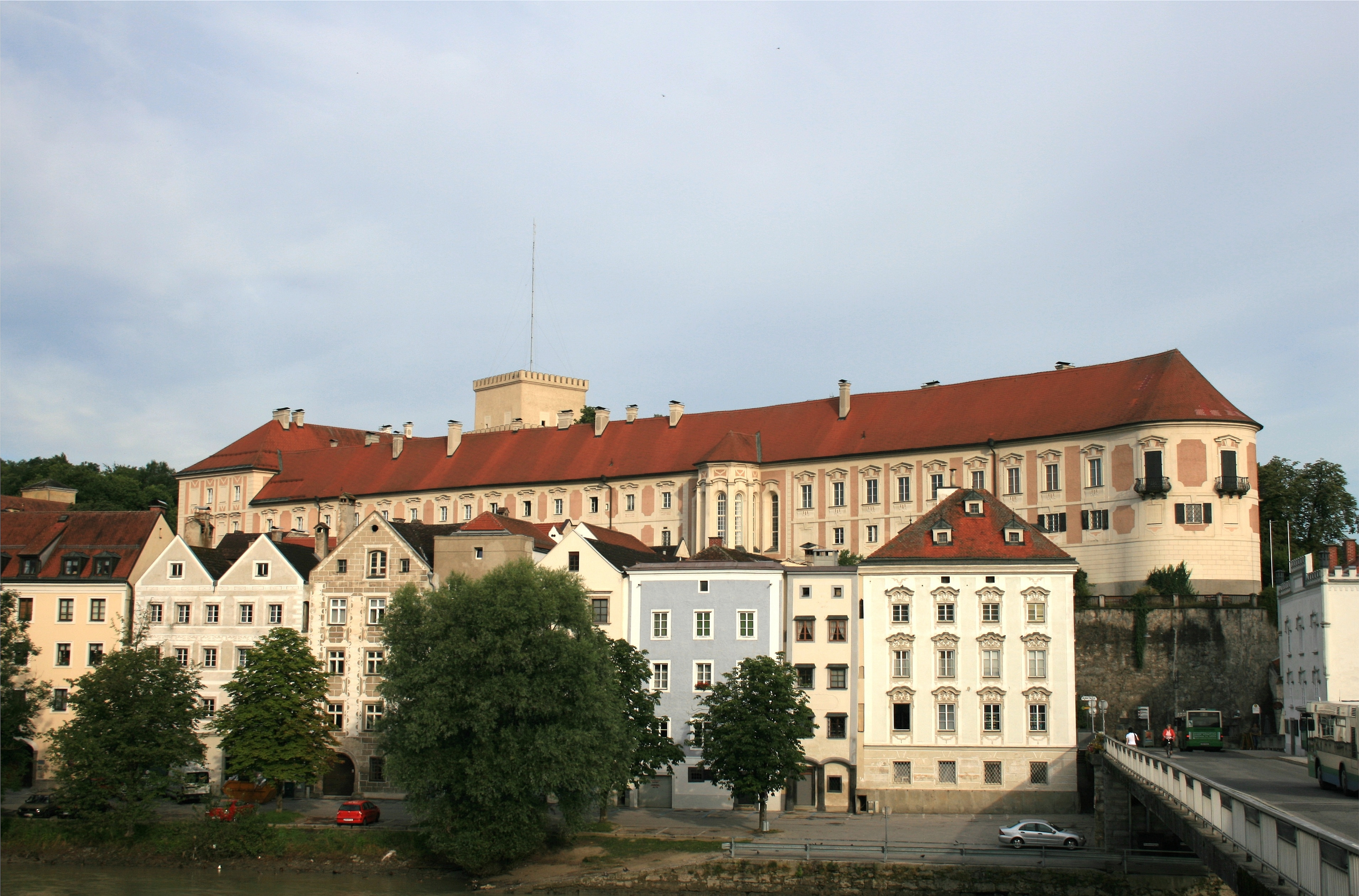
Schloss Lamberg in Steyr
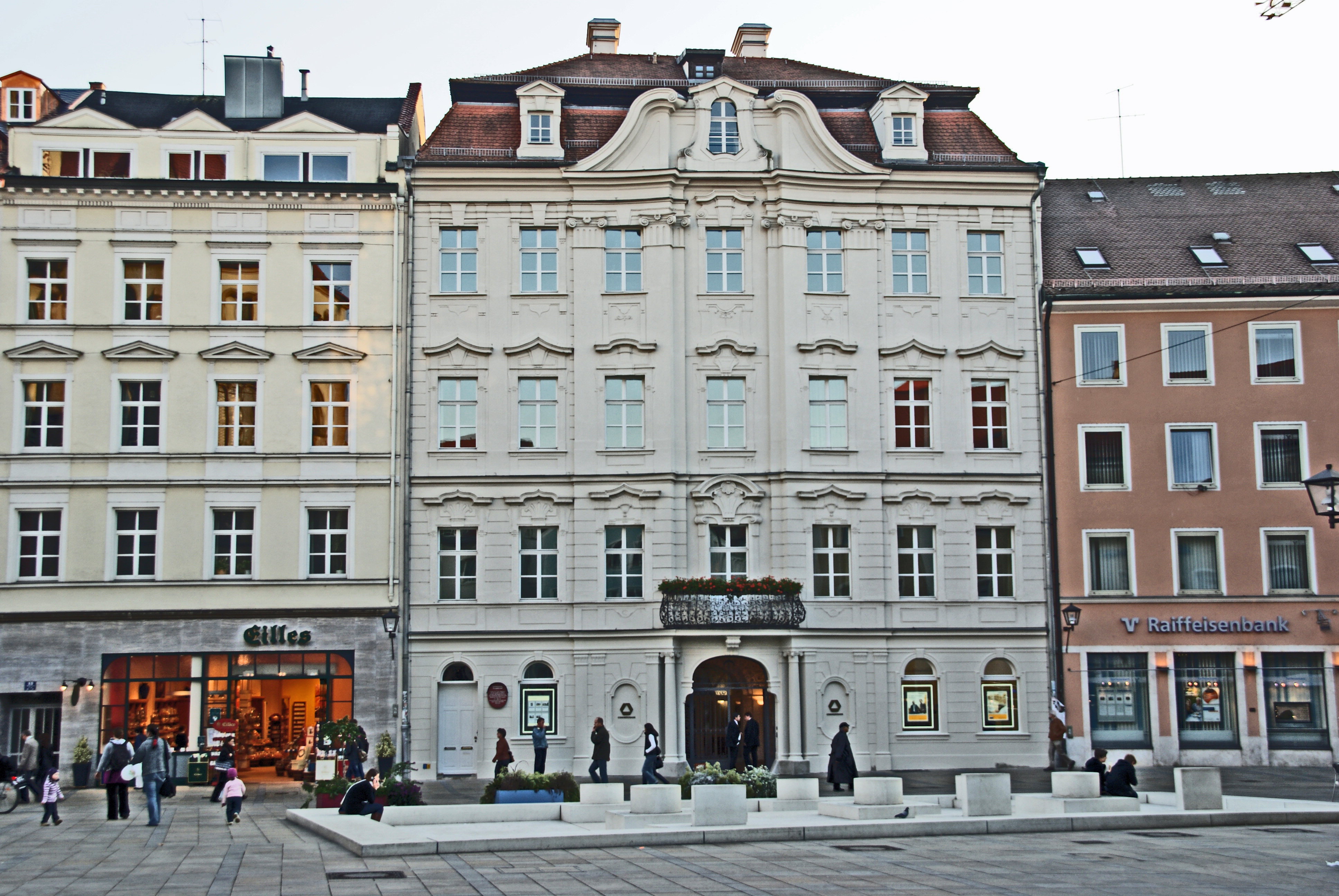
Palais Löschenkohl in Regensburg
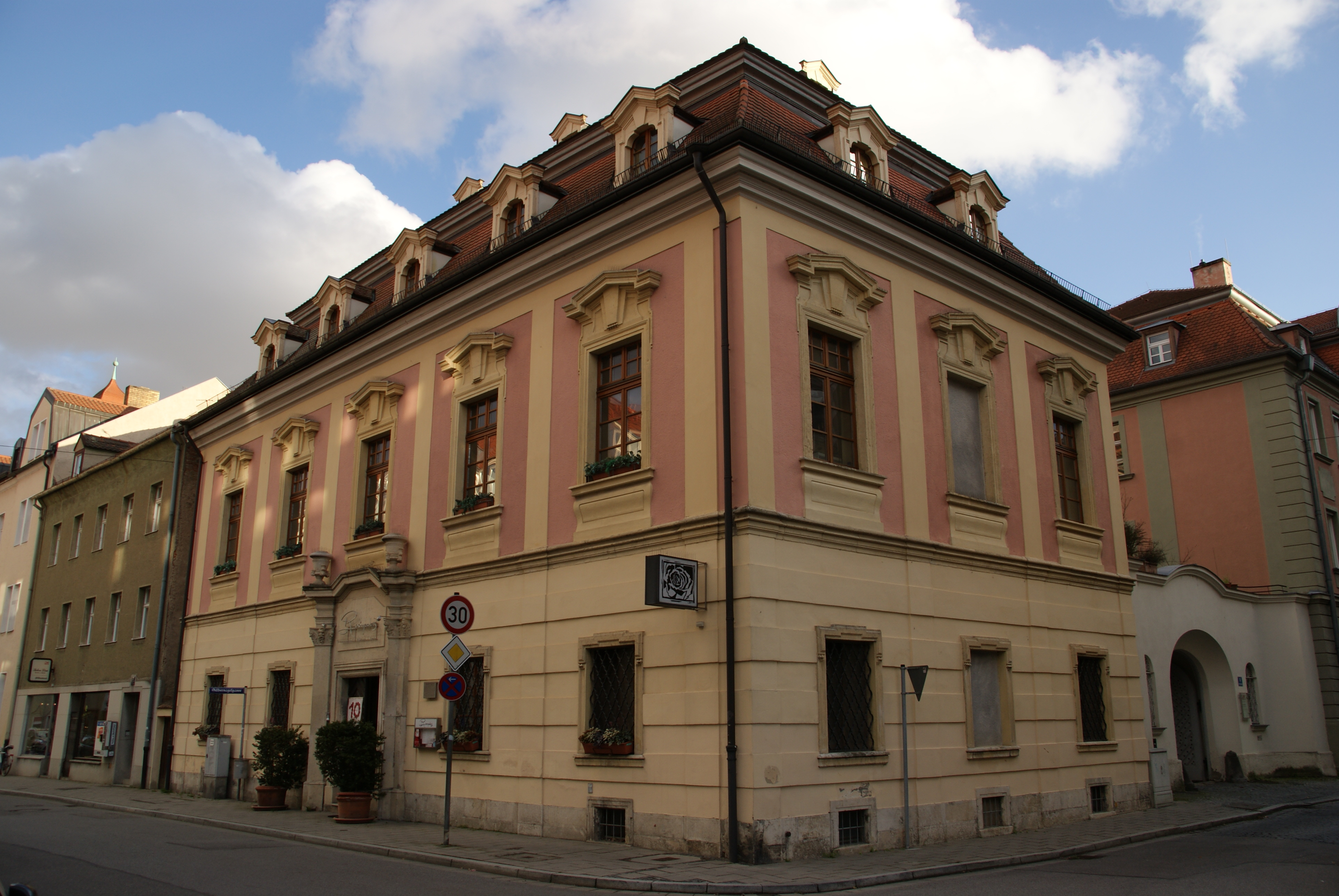
Gartenpalais Löschenkohl in Regensburg